# Rogoźnica (województwo zachodniopomorskie)
Rogoźnica (niem. Räumde) – osada w Polsce położona w województwie zachodniopomorskim, w powiecie choszczeńskim, w gminie Drawno. W latach 1975–1998 miejscowość administracyjnie należała do województwa gorzowskiego. W roku 2007 osada liczyła 6 mieszkańców. Osada wchodzi w skład sołectwa Zatom.

## Geografia
Osada leży ok. 14 km na południowy wschód od Zatomia.